# Goedele Wachters
Goedele Wachters (Leuven, 13 juni 1975) is een Vlaamse nieuwslezeres. Wachters is in dienst van de VRT, waar zij Het Journaal presenteert.
Wachters volgde een studie Vertaler in Antwerpen. Hierna behaalde ze een postgraduaat journalistiek aan de Vlekho in Brussel. In 1999 ging Wachters aan de slag bij de nieuwsredactie van Radio 2 in Antwerpen, om in 2000 over te stappen naar de televisienieuwsredactie. Daar maakte ze onder meer reportages over de tsunami in Sri Lanka.
In september 2007 werd Wachters nieuwslezeres. In 2021 werd ze een van de presentatoren van het toen net gestarte Laat, een laatavondversie van Het Journaal op werkdagen.
In 2008 kreeg ze een zoon, in 2010 een dochter.

## Trivia
In 2017 deed Wachters mee aan De Slimste Mens ter Wereld. Ze werd tweede; ze verloor in de finale van Xavier Taveirne.